# Indi natiu
L'indi natiu és un mineral de la classe dels elements natius.

## Característiques
L'indi natiu és l'ocurrència natural de l'indi, de fórmula química In. Cristal·litza en el sistema tetragonal. Normalment es troba de manera massiva, o en forma de grans d'aproximadament 1 mil·límetre. La seva duresa a l'escala de Mohs és 3.
Segons la classificació de Nickel-Strunz, l'indi natiu pertany a «01.AC - Metalls i aliatges de metalls, família indi-estany» juntament amb els següents minerals: estany, eta-bronze, sorosita i yuanjiangita, així com d'una altra espècie encara sense nom definitiu.

## Formació i jaciments
Es troba en granit greisenitzat i albititzat. Sol trobar-se associada a plata. Va ser descoberta l'any 1964 al dipòsit de tàntal d'Orlovskoye, a Transbaikal (Districte Federal de l'Extrem Orient, Rússia). També se n'ha trobat al Canadà, Hongria, Kosovo, Ucraïna, Uzbekistan i la Lluna.